# Cerchysiella togashii
Cerchysiella togashii är en stekelart som beskrevs av Tachikawa 1988. Cerchysiella togashii ingår i släktet Cerchysiella och familjen sköldlussteklar. Inga underarter finns listade i Catalogue of Life.